# Idrija
Idrija (italsky Idria) je slovinské město nacházejí se v západní části státu na pomezí Alp a Dinárských hor v údolí řek Idrijca a Nikova. Je součástí Gorického statistického regionu. Město je známé pro zdejší výrobu krajek.
V historii města sehrála významnou roli těžba rud rtuti v okolních kopcích. Ložiska rtuťových rud byla objevena na konci 15. století a zdejší důl svatého Antonína byl v provozu téměř 500 let až do konce 20. století. V době svého největšího rozkvětu byl idrijský důl druhým největším na světě a podstatná část jeho produkce se vyvážela do španělských kolonií v Americe, kde byla rtuť zapotřebí při těžbě stříbra.
V roce 2012 byla Idrija společně se španělským městem Almadén (taktéž zde probíhala těžba rud rtuti) zapsána na seznam světového kulturního dědictví UNESCO. Pod ochranou UNESCA jsou těžební tunely, šachty, průmyslové objekty, ale i sakrární stavby, zdejší hrad nebo historické centrum města.

## Fotogalerie

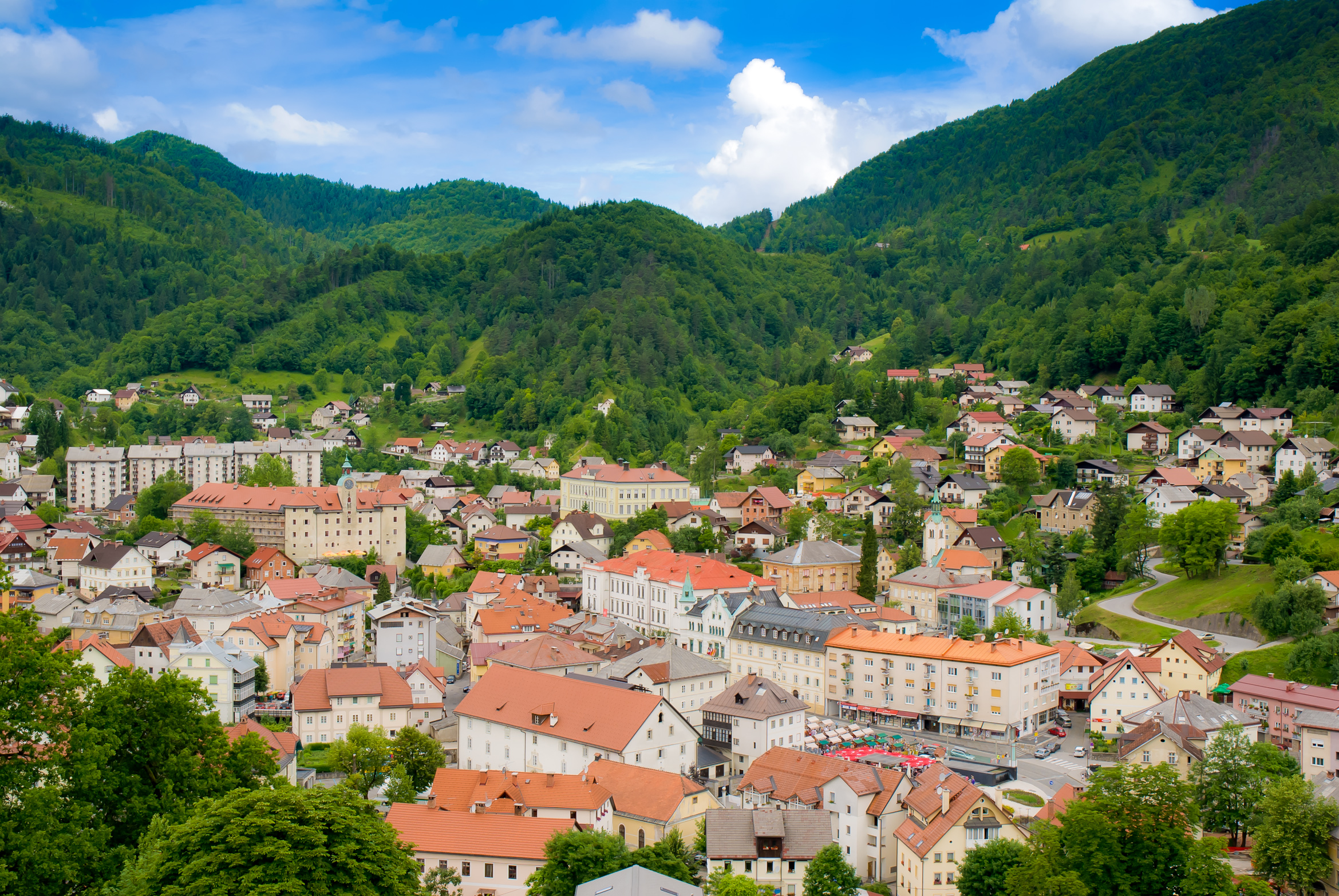
Pohled na město
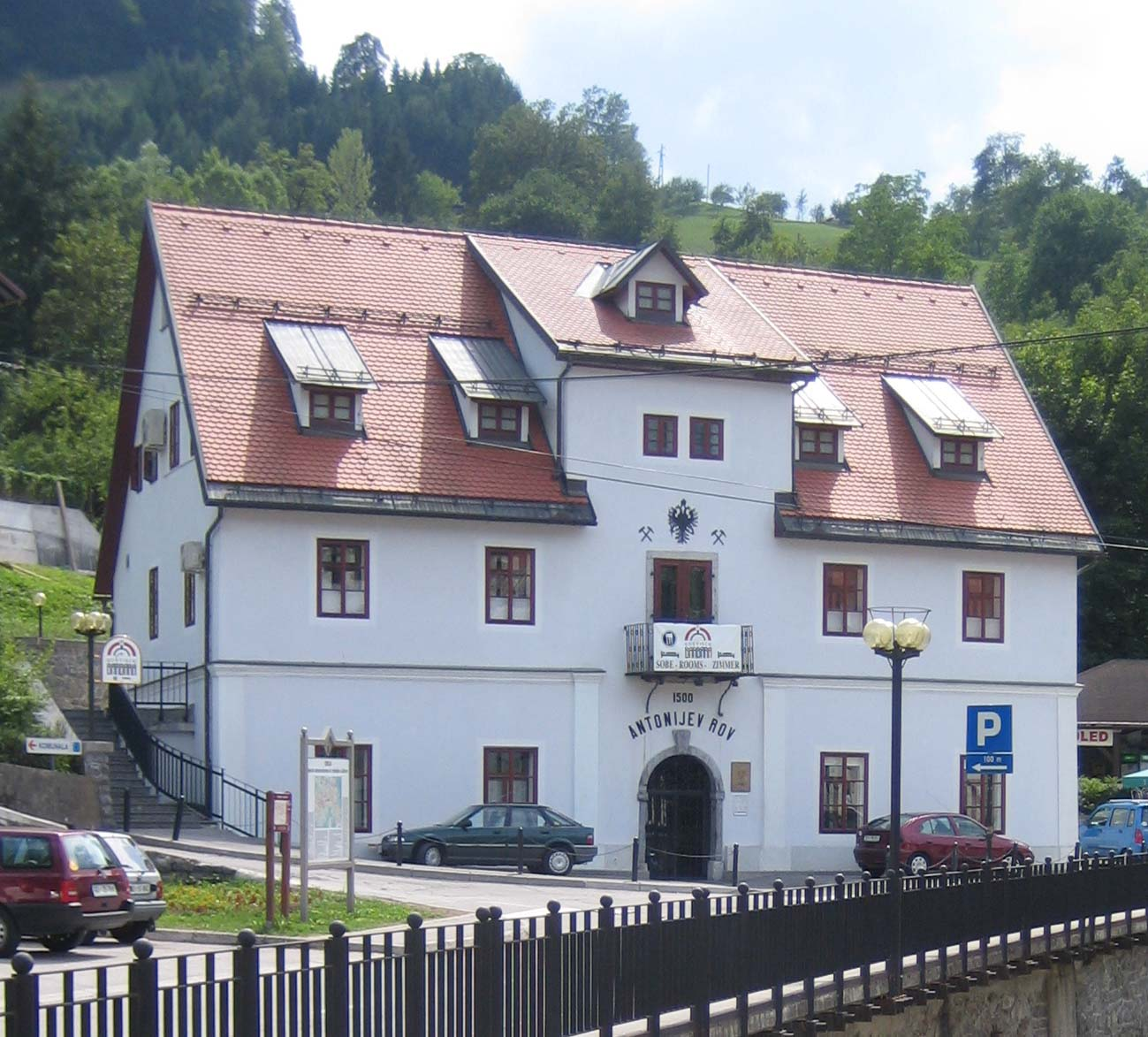
Důl svatého Antonína
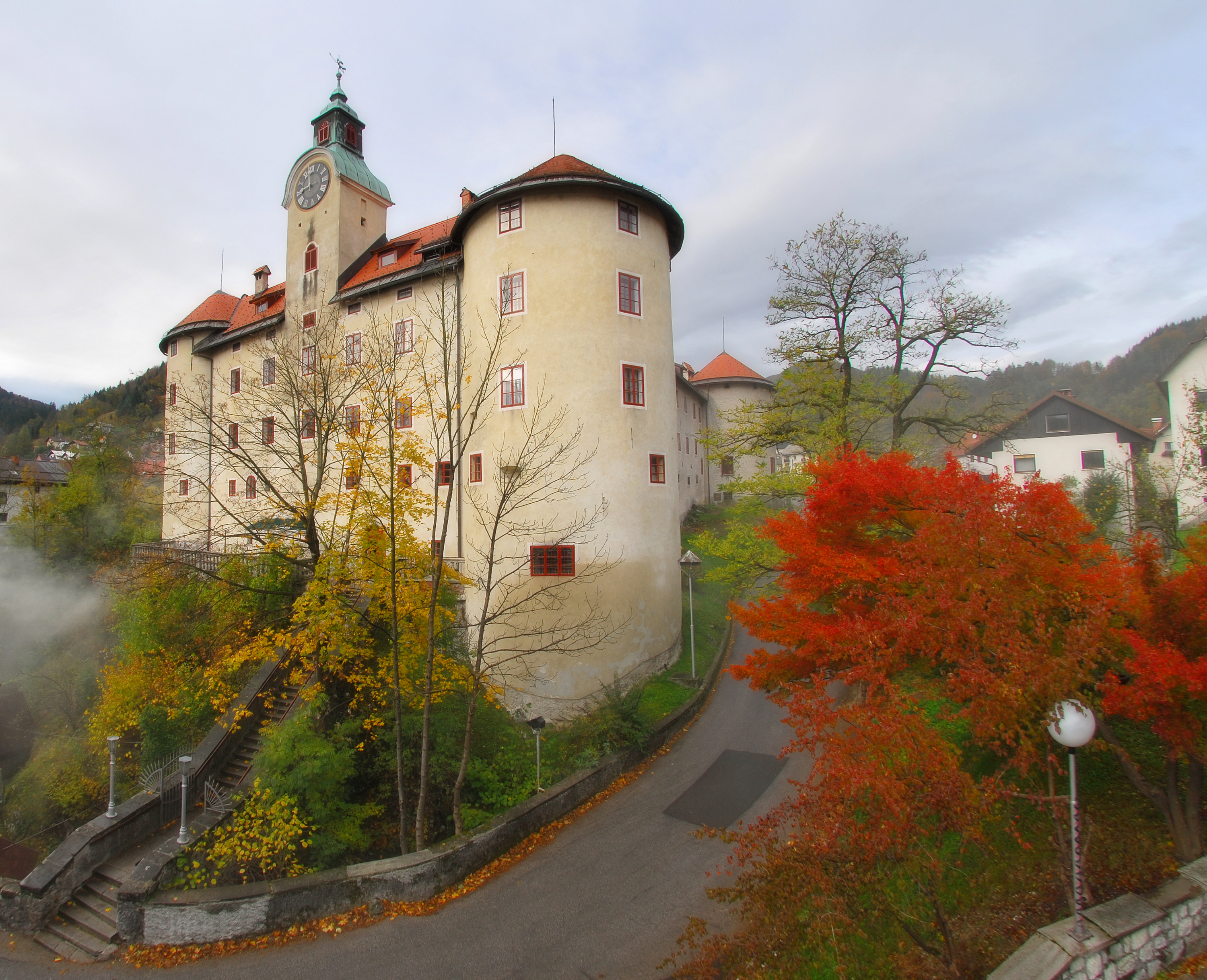
Hrad Gewerkenegg
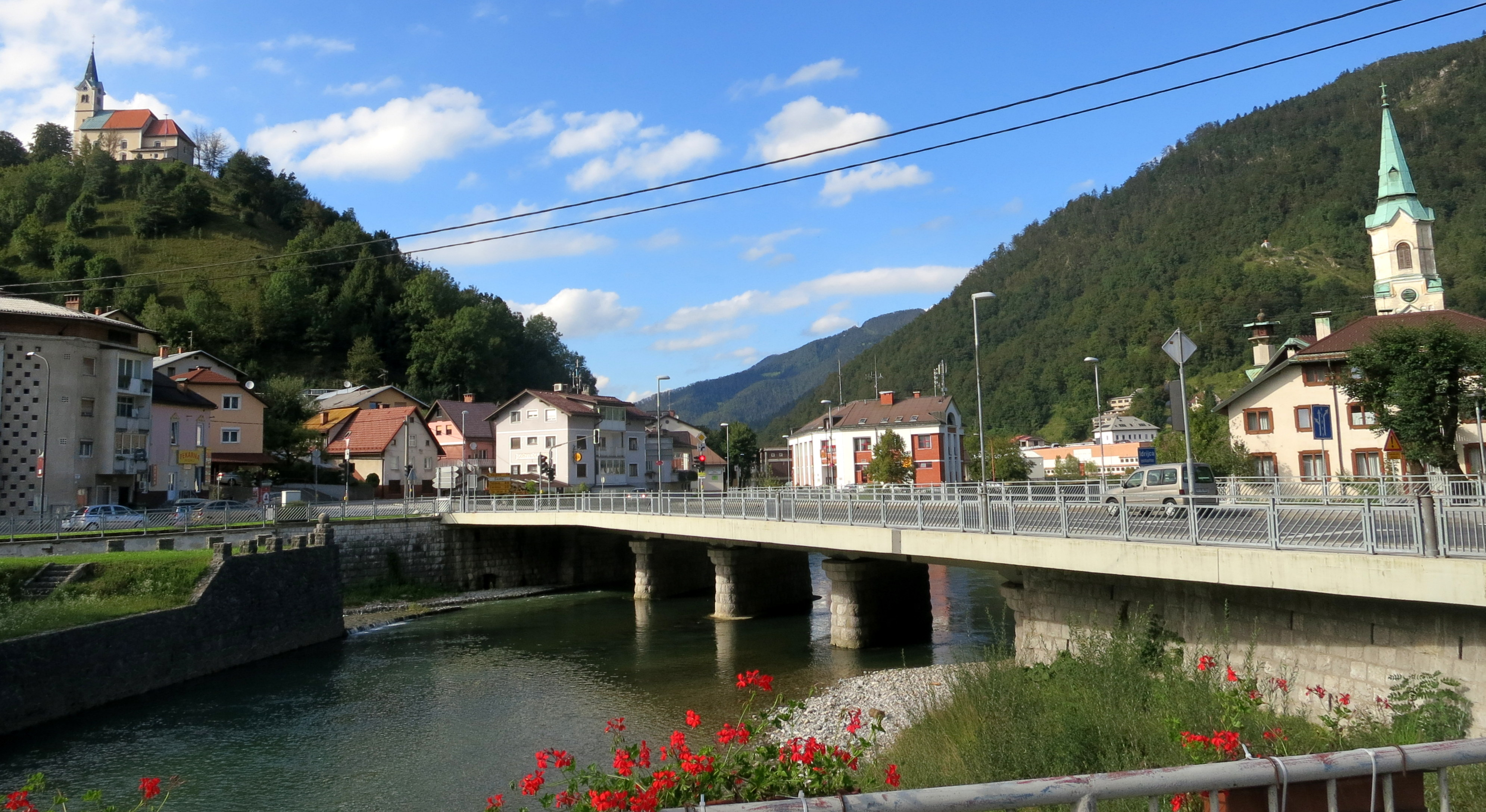
Most přes Idrijcu